# 趙定勲
趙 定勲（チョ・ジョンフン、朝鮮語: 조정훈/趙定勳、1912年または1914年 - 1987年10月1日または10月3日）は、大韓民国の政治家。第2・4代韓国国会議員。
本貫は玉川趙氏。号は鶴山（ハクサン、학산）。

## 経歴
全北南原出身。中東中学校卒。南原治維治安部次長、中央協議会南原支部青年部長、青年連盟全羅北道支部宣伝部次長、独立促成国民会南原郡支部副委員長・支部長・代議員、大同青年団・大韓青年団南原郡団長、民主党南原甲区党委員長・中央委員・中央党財政部次長、民議員2期、国会内務委員を務めた。朝鮮戦争の時は南原郡で戦闘警察隊を組織し、共匪の掃討に貢献した。1958年の第4代総選挙では民主党の候補として当選したが、1959年の民主党の内紛により離党し、自由党に移籍した。
1987年10月3日、ソウル市江南区の自宅アパートで持病により死去。73歳没。

## エピソード
能書家で、南原市内の広寒楼、錦水亭、龍城館の扁額の揮毫は趙が1930年代に書いたものである。